# Cricotopus flavozonatus
Cricotopus flavozonatus är en tvåvingeart som beskrevs av Freeman 1953. Cricotopus flavozonatus ingår i släktet Cricotopus och familjen fjädermyggor.
Artens utbredningsområde är Uganda. Inga underarter finns listade i Catalogue of Life.